# Alte Burg (Erisried)
Der Burgstall Alte Burg befindet sich im Ortsteil Erisried der Gemeinde Stetten im Landkreis Unterallgäu, Bayern. Er befindet sich ungefähr 1,4 Kilometer westlich des Ortes im Wald auf einer Höhe von 657 m ü. NN. In der Literatur (B. Eberl) wird der Burgstall als eine Fliehburg, welche ihren Schutzwert fast ausschließlich dem Gelände verdankt beschrieben.

## Beschreibung
Auf einem unregelmäßig begrenzten in Ostwestrichtung verlaufenden Höhenzug ist die Fliehburg durch einen Geländesattel an der Südseite der Osthälfte zu erreichen. Ein geräumiges Plateau befindet sich auf der Osthälfte des Höhenzuges, das keine weitere künstliche Befestigung aufweist. Eine circa 40 × 50 Meter große Kuppe ist am Westende vorhanden. Diese wird von einem drei bis vier Meter breiten Graben umgeben. Der ehemals umgebende Wall an der Ostseite ist nur noch an den seitlichen Ansätzen erhalten. Eine unbefestigte Geländenase ist am äußersten Westende der Anlage zu finden. Der Ort wird 1167 erwähnt und dürfte aus der Zeit des Früh- bis Hochmittelalters stammen.